# Banphot Phisai (huyện)
Banphot Phisai (tiếng Thái: บรรพตพิสัย) là huyện (amphoe) cực bắc của tỉnh Nakhon Sawan, phía bắc Thái Lan.

## Lịch sử
Ban đầu, tambon trung tam là Ta Sang. Năm 1910, chính quyền đã dời trụ sở tiểu huyện đến bờ tây sông Ping ở tambon Tha Ngiew và chính thức nâng cấp thành huyện.
Tên gọi Banphot Phisai xuất phát từ núi ở huyện trông giống như dãy Prang.

## Địa lý
Các huyện giáp ranh (từ phía đông bắc theo chiều kim đồng hồ) là Bueng Na Rang và Pho Thale của tỉnh Phichit, Kao Liao, Mueang Nakhon Sawan và Lat Yao của Nakhon Sawan Province, và Khanu Woralaksaburi và Bueng Samakkhi của tỉnh Kamphaeng Phet.

## Hành chính
Huyện này được chia thành 13 phó huyện (tambon), các đơn vị này lại được chia ra thành 117 làng (muban). Thị trấn (thesaban tambon) Banphot Phisai nằm trên một phần của  tambon Tha Ngio và Charoen Phon. Có 13 Tổ chức hành chính tambon.
| STT | Tên           | Tên tiếng Thái | Số làng | Dân số |  |
| --- | ------------- | -------------- | ------- | ------ |  |
| 1.  | Tha Ngio      | ท่างิ้ว           | 8       | 7.413  |  |
| 2.  | Bang Ta Ngai  | บางตาหงาย      | 7       | 6.963  |  |
| 3.  | Hukwang       | หูกวาง          | 4       | 4.446  |  |
| 4.  | Ang Thong     | อ่างทอง         | 6       | 4.190  |  |
| 5.  | Ban Daen      | บ้านแดน         | 9       | 7.189  |  |
| 6.  | Bang Kaeo     | บางแก้ว         | 8       | 5.603  |  |
| 7.  | Ta Khit       | ตาขีด           | 8       | 8.508  |  |
| 8.  | Ta Sang       | ตาสัง           | 11      | 7.284  |  |
| 9.  | Dan Chang     | ด่านช้าง         | 13      | 6.935  |  |
| 10. | Nong Krot     | หนองกรด        | 15      | 11.737 |  |
| 11. | Nong Ta Ngu   | หนองตางู        | 13      | 6.341  |  |
| 12. | Bueng Pla Thu | บึงปลาทู         | 9       | 4.221  |  |
| 13. | Charoen Phon  | เจริญผล         | 6       | 7.470  |  |